# 新拉德恰
51°21′21″N 29°18′12″E / 51.35583°N 29.30333°E
新拉德恰（烏克蘭語：Нова Радча），是烏克蘭北部的村落，隸屬日托米爾州的科羅斯滕區。該村面積0.536平方公里，海拔高度150米，2001年人口150，人口密度每平方公里279.85人。